# 赫尔曼·托马斯高
赫尔曼·托马斯高（挪威語：Hermann Tomasgaard，1994年1月4日—）生于勒倫斯科格，是一名挪威男子帆船运动员，主攻雷射型。赫尔曼七岁时开始接触帆船，他尚未成年时同时从事帆船和越野滑雪两项运动，18岁时他决定放弃越野滑雪，专攻帆船。他最初练习Optimist型帆船，2013年时开始改练雷射型帆船。他的弟弟Uffe同样是一名主攻雷射型的帆船运动员。